# Leo Kinnunen
Leo Juhani Kinnunen (Tampere, 5 de agosto de 1943-Turku, 26 de julio de 2017) fue un piloto automovilístico finlandés, que compitió en rally y Fórmula 1, en este último fue el primer originario de Finlandia en competir.
Participó en seis carreras, pero solo consiguió salir en una, en el Gran Premio de Suecia de 1974. También participó en las 24 Horas de Daytona e hizo dupla con el mexicano Pedro Rodríguez de la Vega en categorías de resistencia conduciendo un Porsche 917K. Logró el récord de vuelta en la Targa Florio de 1970 con un tiempo de 33'36, a una velocidad promedio de 128,6 km/h.
Kinnunen fue tricampeón de Interserie en 1971, 1972 y 1973, en tanto que finalizó tercero en el Rally de los 1000 Lagos con un Porsche 911.

## Resultados

### Fórmula 1
(Clave) (negrita indica pole position) (cursiva indica vuelta rápida)

| Año     | Escudería       | 1   | 2   | 3   | 4   | 5       | 6   | 7       | 8   | 9       | 10      | 11  | 12      | 13      | 14  | 15  | Pos. | Puntos |
| ------- | --------------- | --- | --- | --- | --- | ------- | --- | ------- | --- | ------- | ------- | --- | ------- | ------- | --- | --- | ---- | ------ |
| 1974    | AAW Racing Team | ARG | BRA | RSA | ESP | BEL DNQ | MON | SWE Ret | NED | FRA DNQ | GBR DNQ | GER | AUT DNQ | ITA DNQ | CAN | USA | NC   | 0      |
| Fuente: |                 |     |     |     |     |         |     |         |     |         |         |     |         |         |     |     |      |        |